# Austrália nos Jogos Olímpicos de Inverno de 2006
A Austrália mandou 40 competidores para os Jogos Olímpicos de Inverno de 2006, em Turim, na Itália. A delegação conquistou 2 medalhas no total (uma de ouro e uma de bronze).

## Medalhas
| Atleta          | Esporte            | Evento            | Medalha |
| --------------- | ------------------ | ----------------- | ------- |
| Dale Begg-Smith | Esqui estilo livre | Aerials masculino | Ouro    |
| Alisa Camplin   | Esqui estilo livre | Aerials feminino  | Bronze  |

## Desempenho

### Biatlo
| Atleta         | Evento               | Final     | Final | Final |
| Atleta         | Evento               | Tempo     | Pen.  | Pos.  |
| -------------- | -------------------- | --------- | ----- | ----- |
| Cameron Morton | Velocidade masculino | 32:07.4   | 4     | 81    |
| Cameron Morton | Individual masculino | 1:07:03.7 | 7     | 82    |

### Bobsleigh
| Atleta                           | Evento            | Final      | Final      | Final      | Final       | Final       | Final |
| Atleta                           | Evento            | 1ª corrida | 2ª corrida | 3ª corrida | 4ª corrida  | Total       | Pos.  |
| -------------------------------- | ----------------- | ---------- | ---------- | ---------- | ----------- | ----------- | ----- |
| Jeremy Rolleston Shane McKenzie  | Duplas masculinas | 56.77      | 56.59      | 57.22      | Não avançou | Não avançou | 22    |
| Astrid Loch-Wilkinson Kylie Reed | Duplas femininas  | 58.53      | 58.85      | 59.00      | 58.73       | 3:55.11     | 14    |

### Esqui alpino
| Atletas      | Evento                   | Final      | Final      | Final      | Final   | Final |
| Atletas      | Evento                   | 1ª Corrida | 2ª Corrida | 3ª Corrida | Total   | Pos.  |
| ------------ | ------------------------ | ---------- | ---------- | ---------- | ------- | ----- |
| AJ Bear      | Super-G masculino        | DNS        | DNS        | DNS        | DNS     | DNS   |
| Craig Branch | Downhill masculino       |            |            |            | 1:52.55 | 32    |
| Jono Brauer  | Slalom masculino         | DNS        | DNS        | DNS        | DNS     | DNS   |
| Jono Brauer  | Combinado masculino      | DNS        | DNS        | DNS        | DNS     | DNS   |
| Bradley Wall | Slalom gigante masculino | DNS        | DNS        | DNS        | DNS     | DNS   |

### Esqui cross-country
| Atleta               | Evento                          | Preliminares | Preliminares | Quartas     | Quartas     | Semifinal   | Semifinal   | Final       | Final       |
| Atleta               | Evento                          | Total        | Pos.         | Total       | Pos.        | Total       | Pos.        | Total       | Pos.        |
| -------------------- | ------------------------------- | ------------ | ------------ | ----------- | ----------- | ----------- | ----------- | ----------- | ----------- |
| Esther Bottomley     | Velocidade individual feminino  | 2:23.55      | 52           | Não avançou | Não avançou | Não avançou | Não avançou | Não avançou | Não avançou |
| Clare-Louise Brumley | Perseguição combinada feminina  |              |              |             |             |             |             | 47:03.1     | 42          |
| Paul Murray          | Velocidade individual masculino | 2:25.29      | 51           | Não avançou | Não avançou | Não avançou | Não avançou | Não avançou | Não avançou |

### Esqui estilo livre
| Atleta             | Evento           | Preliminar | Preliminar | Final       | Final             |
| Atleta             | Evento           | Pontos     | Pos.       | Pontos      | Pos.              |
| ------------------ | ---------------- | ---------- | ---------- | ----------- | ----------------- |
| Dale Begg-Smith    | Moguls masculino | 25.40      | 1 Q        | 26.77       | Medalha de ouro   |
| Jason Begg-Smith   | Moguls masculino | 20.22      | 29         | Não avançou | Não avançou       |
| Manuela Berchtold  | Moguls feminino  | 22.19      | 16 Q       | 22.21       | 14                |
| Alisa Camplin      | Aerials feminino | 165.32     | 10 Q       | 191.39      | Medalha de bronze |
| Jacqui Cooper      | Aerials feminino | 213.6      | 1 Q        | 152.69      | 8                 |
| Nick Fisher        | Moguls masculino | 22.89      | 16 Q       | 23.39       | 12                |
| Elizabeth Gardner  | Aerials feminino | 127.42     | 32         | Não avançou | Não avançou       |
| Lydia Ierodiaconou | Aerials feminino | 155.45     | 14         | Não avançou | Não avançou       |
| Michael Robertson  | Moguls masculino | 21.52      | 24         | Não avançou | Não avançou       |

### Luge
| Atleta               | Evento              | Final      | Final      | Final      | Final      | Final    | Final |
| Atleta               | Evento              | 1ª corrida | 2ª corrida | 3ª corrida | 4ª corrida | Total    | Pos.  |
| -------------------- | ------------------- | ---------- | ---------- | ---------- | ---------- | -------- | ----- |
| Hannah Campbell-Pegg | Individual feminino | 49.577     | 49.350     | 49.574     | 49.038     | 3:17.539 | 23    |

### Patinação artística
| Atleta        | Evento              | Programa curto | Programa curto | Programa longo | Programa longo | Total       | Total       |
| Atleta        | Evento              | Pontos         | Pos.           | Pontos         | Pos.           | Pontos      | Pos.        |
| ------------- | ------------------- | -------------- | -------------- | -------------- | -------------- | ----------- | ----------- |
| Joanne Carter | Individual feminino | 40.86          | 25             | Não avançou    | Não avançou    | Não avançou | Não avançou |

### Patinação de velocidade em pista curta
| Atleta                                            | Evento                       | Preliminar | Preliminar | Quartas     | Quartas     | Semifinal            | Semifinal   | Final            | Final |
| Atleta                                            | Evento                       | Tempo      | Pos.       | Tempo       | Pos.        | Tempo                | Pos.        | Tempo            | Pos.  |
| ------------------------------------------------- | ---------------------------- | ---------- | ---------- | ----------- | ----------- | -------------------- | ----------- | ---------------- | ----- |
| Alex McEwan                                       | 500 m masculino              | 45.173     | 4          | Não avançou | Não avançou | Não avançou          | Não avançou | Não avançou      | 22    |
| Mark McNee                                        | 1000 m masculino             | 1:30.033   | 4          | Não avançou | Não avançou | Não avançou          | Não avançou | Não avançou      | 20    |
| Mark McNee                                        | 1500 m masculino             | 2:29.356   | 4          | Não avançou | Não avançou | Não avançou          | Não avançou | Não avançou      | 20    |
| Emily Rosemond                                    | 1000 m feminino              | 2:40.171   | 5          | Não avançou | Não avançou | Não avançou          | Não avançou | Não avançou      | 25    |
| Emily Rosemond                                    | 1500 m feminino              | 1:39.942   | 2 Q        | 1:37.627    | 3           | Não avançou          | Não avançou | Não avançou      | 12    |
| Lachlan Hay Stephen Lee Mark McNee Elliot Shriane | Revezamento 5000 m masculino |            |            |             |             | Semifinal 1 7:03.356 | 4           | Final B 7:01.666 | 7     |

### Skeleton
| Atleta          | Evento    | Final      | Final      | Final   | Final |
| Atleta          | Evento    | 1ª corrida | 2ª corrida | Total   | Pos.  |
| --------------- | --------- | ---------- | ---------- | ------- | ----- |
| Shaun Boyle     | Masculino | 1:00.13    | 1:00.00    | 2:00.13 | 22    |
| Michelle Steele | Feminino  | 1:01.26    | 1:02.21    | 2:03.47 | 13    |

### Snowboard
Halfpipe
| Atleta         | Evento             | Preliminar | Preliminar | Preliminar | Preliminar | Final       | Final       | Final |
| Atleta         | Evento             | Pontos     | Pos.       | Pontos     | Pos.       | 1ª corrida  | 2ª corrida  | Pos.  |
| -------------- | ------------------ | ---------- | ---------- | ---------- | ---------- | ----------- | ----------- | ----- |
| Mitchell Allan | Halfpipe masculino | 28.8       | 8          | 23.7       | 25         | Não avançou | Não avançou | 31    |
| Torah Bright   | Halfpipe feminino  | 32.0       | 10         | 43.1       | 1 Q        | (17.0)      | 41.0        | 5     |
| Andrew Burton  | Halfpipe masculino | 15.2       | 34         | 21.8       | 32         | Não avançou | Não avançou | 32    |
| Holly Crawford | Halfpipe feminino  | 19.0       | 22         | 29.9       | 18         | Não avançou | Não avançou | 18    |
| Ben Mates      | Halfpipe masculino | 4.9        | 43         | 5.0        | 36         | Não avançou | Não avançou | 42    |

Slalom gigante paralelo
| Atleta           | Evento                            | Preliminar | Preliminar | Oitavas                | Quartas          | Semifinal        | Final            | Final            | Final       |
| Atleta           | Evento                            | Pontos     | Pos.       | Adversário Tempo       | Adversário Tempo | Adversário Tempo | Adversário Tempo | Adversário Tempo | Pos.        |
| ---------------- | --------------------------------- | ---------- | ---------- | ---------------------- | ---------------- | ---------------- | ---------------- | ---------------- | ----------- |
| Emanuel Oppliger | Slalom gigante paralelo masculino | 1:12.11    | 15 Q       | SUI Schoch (2) D +1.37 | Não avançou      | Não avançou      | Não avançou      | Não avançou      | Não avançou |
| Johanna Shaw     | Slalom gigante paralelo feminino  | 1:38.86    | 29         | Não avançou            | Não avançou      | Não avançou      | Não avançou      | Não avançou      | Não avançou |

Snowboard Cross
| Atleta       | Evento                    | Preliminar | Preliminar | Oitavas     | Quartas     | Semifinal   | Final           | Final |
| Atleta       | Evento                    | Pontos     | Pos.       | Posição     | Posição     | Posição     | Posição         | Pos.  |
| ------------ | ------------------------- | ---------- | ---------- | ----------- | ----------- | ----------- | --------------- | ----- |
| Damon Hayler | Snowboard cross masculino | 1:21.51    | 12 Q       | 1 Q         | 2 Q         | 3 Q         | Disputa 5º-8º 3 | 7     |
| Emily Thomas | Snowboard cross feminino  | 1:34.57    | 21         | Não avançou | Não avançou | Não avançou | Não avançou     |       |

Legenda
| Recorde mundial      | Recorde mundial (World record)               |                       | Recorde africano                      | Recorde africano (African) |                                           | Q | Classificado por posição (Qualified) |
| Recorde olímpico     | Recorde olímpico (Olympic record)            | Recorde da América    | Recorde da América (Americas)         | q                          | Classificado por melhor tempo (Qualified) |   |                                      |
| Melhor marca do ano  | Melhor marca do ano (World leading)          | Recorde asiático      | Recorde asiático (Asian)              | DNS                        | Não largou (Did not start)                |   |                                      |
| Recorde nacional     | Recorde nacional (National record)           | Recorde europeu       | Recorde europeu (European)            | DNF                        | Não terminou (Did not finish)             |   |                                      |
| Recorde pessoal      | Recorde pessoal do atleta (Personal best)    | Recorde da Oceania    | Recorde da Oceania (Oceania)          | DSQ / DQ                   | Desclassificado (Disqualified)            |   |                                      |
| Recorde da temporada | Recorde da temporada do atleta (Season best) | Recorde sul-americano | Recorde sul-americano (South America) | NM                         | Sem marca (No mark)                       |   |                                      |